# Tamar Braxton

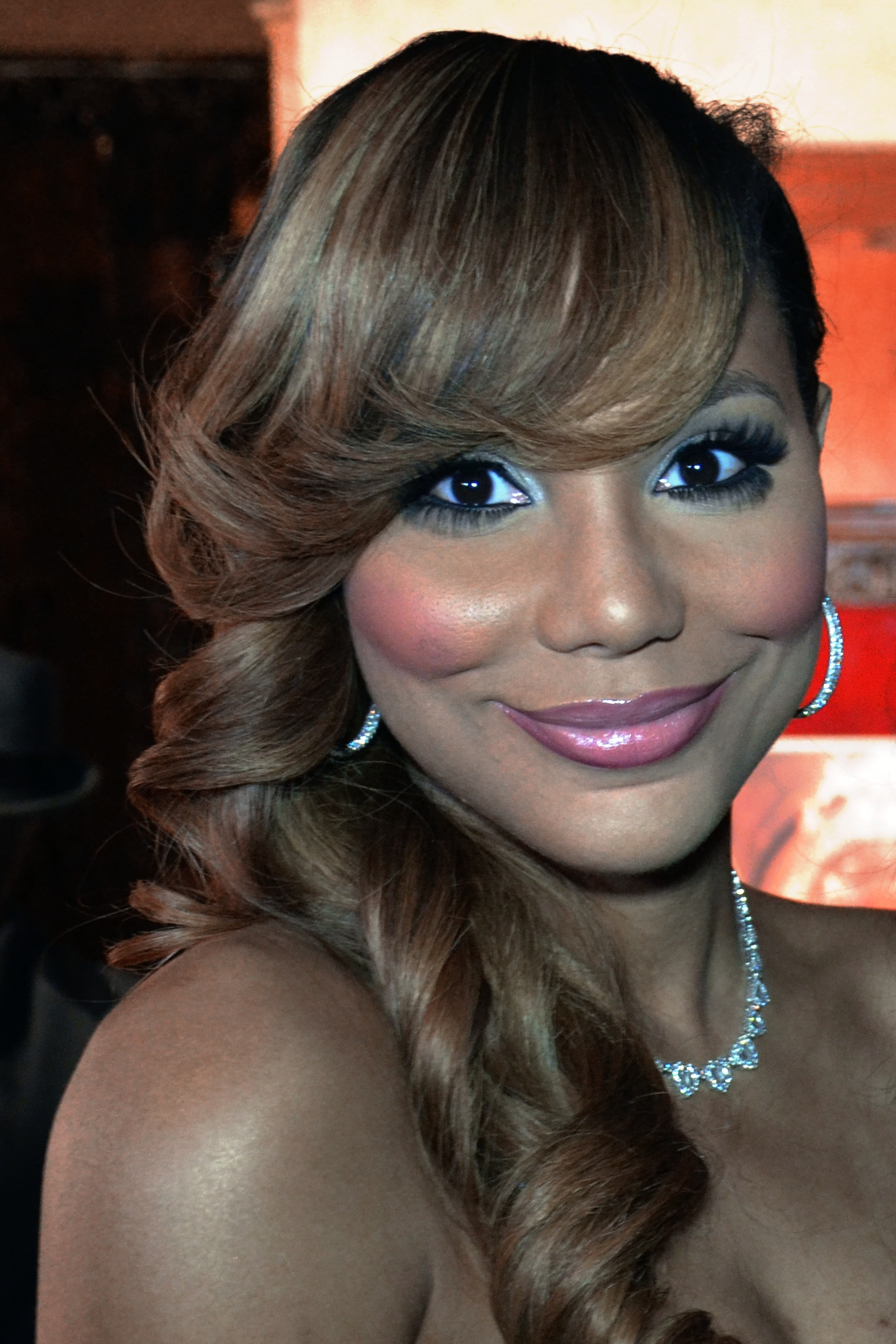
Tamar Braxton

Tamar Braxton (* 17. März 1977 in Severn, Maryland) ist eine US-amerikanische R&B-Sängerin. Sie war ehemals Mitglied der R&B-Gruppe The Braxtons und ist zudem die jüngste Schwester der Sängerin Toni Braxton.

## Karriere
Braxton startete ihre Karriere mit ihren Schwestern als The Braxtons bereits 1990 im Alter von 13 Jahren. Gemeinsam veröffentlichten sie die Debütsingle „Good Life“, geschrieben vom deutschen Songschreiberduo Klarmann/Weber. Der Titel erreichte Platz 79 der US-amerikanischen R&B- und Hip-Hop-Charts. Nach dem Misserfolg der Single entschied sich die Plattenfirma Arista Records, die Gruppe zu entlassen. Während ihre ältere Schwester Toni kurz darauf von Babyface und L.A. Reid entdeckt und bei LaFace Records unter Vertrag genommen wurde, blieben Tamar und ihre Schwestern Towanda, Traci und Trina ohne Plattendeal.
Sie und ihre Geschwister waren von nun an Backgroundsängerinnen für Toni Braxton. So sind sie bei vielen Hitsongs der Sängerin zu hören und auch im Video „Seven Whole Days“ zu sehen. 1996 erhielten sie erneut einen Vertrag beim Label Atlantic Records und veröffentlichten sechs Jahre nach der Single ihr Debütalbum So Many Ways. Das Album erreicht Rang 113 der Billboard 200 und die Top 30 der R&B- und Hip-Hop-Albumcharts. Auch die Folgesingles schlagen sich ähnlich mittelmäßig in den Charts. So erreichen der Titelsong und zwei weitere Singles die UK Top 40, aber in den USA platziert sich kein Song in den Billboard Hot 100.
1999 begann Braxton mit den Arbeiten an ihrem Solo-Debüt mit dem Werktitel Ridiculous. Unterstützung erhielt sie dabei vom Produzenten Christopher „Tricky“ Stewart. Im Januar 2000 wurde eine neu konzipierte Version des Albums mit dem Namen Tamar unter dem Label Dreamworks Records veröffentlicht. Die erste Single war der Song „Get None“, eine Kollaboration mit Rapper und Produzent Jermaine Dupri und Rapperin Amil. Der Song erreichte Platz 59 der US-amerikanischen R&B- und Hip-Hop-Charts. Die zweite Single „If You Don't Wanna Love Me“ erhielt ähnlich wenig Aufmerksamkeit und erreichte Position 30 der R&B- und Hip-Hop-Charts sowie Rang 34 der Dance-Charts. Als Resultat erfolgte der erneute Verlust ihres Plattenvertrags.
Im Jahr 2001 erschien ihr Song „Try Me“ auf dem Soundtrack zum Kinofilm Kingdom Come mit Toni Braxton, LL Cool J, Jada Pinkett-Smith, Anthony Anderson, Cedric the Entertainer, Vivica A. Fox und Whoopi Goldberg in den Hauptrollen. Der Titel war eine Kollaboration mit Kirk Franklins One Nation Crew. Des Weiteren sang sie Background auf Toni Braxtons Alben More Than A Woman (2002) und Album Libra (2005) und während Toni Braxtons Tourneen war sie auch als Backgroundsängerin dabei. Zwischenzeitlich veröffentlichte sie 2004 die Single „I'm Leaving“ unter dem Label Casablanca Records.
Eine weitere Single folgte im Juli 2010 mit dem Titel „The Heart in Me“. Der Song erschien auf dem Mixtape Hasan presents Adidas 2: The Music. Im selben Jahr hatte sie einen Gastauftritt in der Reality-Show Tiny & Toya auf Black Entertainment Television. Daneben sang sie 2011 die Hintergrundgesänge zu Lady Gagas weltweiter Hitsingle Born This Way ein. Ab April 2011 lief die Reality-TV-Serie Braxton Family Values wöchentlich auf WE tv.

## Diskografie

### Studioalben
| Jahr | Titel                 | Höchstplatzierung, Gesamtwochen, AuszeichnungChartsChartplatzierungen (Jahr, Titel, Platzierungen, Wochen, Auszeichnungen, Anmerkungen) | Anmerkungen                              |
| Jahr | Titel                 | US | Anmerkungen                              |
| ---- | --------------------- | --- | ---------------------------------------- |
| 2000 | Tamar                 | US127 (4 Wo.)US | Erstveröffentlichung: 21. März 2000      |
| 2013 | Love and War          | US2 (30 Wo.)US | Erstveröffentlichung: 3. September 2013  |
| 2013 | Winter Loversland     | US43 (5 Wo.)US | Erstveröffentlichung: 11. November 2013  |
| 2015 | Calling All Lovers    | US5 (5 Wo.)US | Erstveröffentlichung: 2. Oktober 2015    |
| 2017 | Bluebird of Happiness | US14 (2 Wo.)US | Erstveröffentlichung: 29. September 2017 |

### EPs
- 1999: Tamar: Just Cuz

### Singles
| Jahr | Titel Album                      | Höchstplatzierung, Gesamtwochen, AuszeichnungChartsChartplatzierungen (Jahr, Titel, Album, Platzierungen, Wochen, Auszeichnungen, Anmerkungen) | Anmerkungen                            |
| Jahr | Titel Album                      | US | Anmerkungen                            |
| ---- | -------------------------------- | --- | -------------------------------------- |
| 2000 | If You Don’t Wanna Love Me Tamar | US89 (6 Wo.)US | Erstveröffentlichung: 7. März 2000     |
| 2012 | Love and War                     | US57 Platin · (20 Wo.)US | Erstveröffentlichung: 6. Dezember 2012 |
| 2013 | All the Way Home Love and War    | US96 Platin · (1 Wo.)US | Erstveröffentlichung: 21. August 2013  |

Weitere Singles
- 1999: Get None (feat. Amil & Jermaine Dupri)
- 2013: The One (US: Gold)
- 2013: Hot Sugar
- 2013: She Can Have You
- 2014: Let Me Know (feat. Future)
- 2015: If I Don’t Have You
- 2017: My Man
- 2017: Blind

### Gastbeiträge
- 1998: Now I Only Dance For You (mit T. D. Jakes; aus Sacred Love Songs)
- 1999: 4 The Love of You (mit Solé; aus Skin Deep)
- 2000: My Babooski (mit Master P; aus Ghetto Postage)
- 2001: Don’t Go (mit Silk; aus Love Session)